# Jean-Baptiste Brunel
Pour les articles homonymes, voir Brunel.
Jean-Baptiste Cyprien Brunel, né à Avignon le 3 octobre 1844 où il est mort le 14 novembre 1919, est un peintre français.

## Biographie
Fils d'un teinturier, il est l'aîné d'une famille de quatre enfants. Élève de Charles Guilbert d'Anelle à l'école des beaux-arts d'Avignon, ami de Paul Saïn qu'il rencontre en 1854, il devient en 1869 peintre décorateur à Marseille où il vit avec une cuisinière nommée Marie-Éléonore Langlois dont il a le 21 novembre une fille, Jeanne et qu'il épouse l'année suivante. Il en aura trois autres enfants, Rose (1877), André (1882) et Gabriel (1887).
En 1882, il participe à sa première exposition collective à Avignon par deux natures-mortes qui lui valent une mention honorable et il obtient aussi une médaille d’argent dans la section Arts Décoratifs. En 1884, il prend part à son premier Salon des artistes français avec la toile Soir d’automne, environs d’Avignon. Il déclare alors être élève de Paul Saïn.
Il expose ensuite dans de nombreuses villes du sud de la France et obtient une médaille d’argent au Salon de Montpellier (1884). Au Salon des artistes français, il envoie deux grands formats. Membre de la Société des artistes français, il obtient une mention honorable au Salon des artistes français de 1889.Une rue d'Avignon porte son nom.

## Thématique
Selon son biographe R. Mérindol, « Le nom de Jean-Baptiste Brunel est à jamais associé à celui de la Barthelasse, île fluviale qu'il vénérait d'un culte panthéiste. Étroit périmètre dont il ne se lassa pas de dénombrer les attraits, cette coulée de verdure frangée de peupliers blancs, appelés aubes en Provence, fut pendant de nombreuses années son unique sujet et lui valut le surnom de peintre des aubes. A la semblance des peintres de Barbizon qui traitèrent les sous-bois comme des êtres familiers, Brunel dialogua pour son bonheur avec les arbres de la Barthelasse,  sans recomposer ni idéaliser les paysages qu'il connaissait si bien... »
- Un coin de la Barthelasse (1893), huile sur toile, 38 × 55 cm, Collection particulière[3]